# Salto con gli sci ai III Giochi olimpici invernali
Nel salto con gli sci ai III Giochi olimpici invernali fu disputata una sola gara, il 12 febbraio, riservata agli atleti di sesso maschile. Le medaglie assegnate furono ritenute valide anche ai fini dei Campionati mondiali di sci nordico 1932.

## Risultati
Sul trampolino MacKenzie gareggiariono 34 atleti di 10 diverse nazionalità, che effettuarono due salti con valutazione della distanza e dello stile. Al termine del primo salto la classifica era guidata dai norvegesi Hans Beck e Birger Ruud, con lo svedese Sven Eriksson in terza posizione e l'altro norvegese Kåre Walberg in quarta. Nel secondo salto Beck eccedette in prudenza e offrì a Ruud l'occasione per sopravanzarlo; a sua volta Eriksson fu superato da Wahlberg, portando così alla Norvegia tutte e tre le medaglie.
| Pos.    | Atleta             | Nazione        | 1° Salto | 1° Salto | 2° Salto | 2° Salto | Totale |
| Pos.    | Atleta             | Nazione        | Salto    | Punti    | Salto    | Punti    | Totale |
| ------- | ------------------ | -------------- | -------- | -------- | -------- | -------- | ------ |
| Oro     | Birger Ruud        | Norvegia       | 66,5     | 113,9    | 69,0     | 114,2    | 228,1  |
| Argento | Hans Beck          | Norvegia       | 71,5     | 116,5    | 63,5     | 110,5    | 227,0  |
| Bronzo  | Kåre Walberg       | Norvegia       | 62,5     | 108,9    | 64,0     | 110,6    | 219,5  |
| 4       | Sven Eriksson      | Svezia         | 65,5     | 110,3    | 64,0     | 108,6    | 218,9  |
| 5       | Caspar Oimoen      | Stati Uniti    | 63,0     | 104,7    | 67,5     | 112,0    | 216,7  |
| 6       | Fritz Kaufmann     | Svizzera       | 63,5     | 106,5    | 65,5     | 109,3    | 215,8  |
| 7       | Sigmund Ruud       | Norvegia       | 63,0     | 107,2    | 62,5     | 107,9    | 215,1  |
| 8       | Goro Adachi        | Giappone       | 60,0     | 102,1    | 66,0     | 108,6    | 210,7  |
| 9       | Cesare Chiogna     | Svizzera       | 60,0     | 102,1    | 63,0     | 107,7    | 209,8  |
| 10      | Erik Rylander      | Svezia         | 58,0     | 103,1    | 58,5     | 102,9    | 206,0  |
| 11      | Holger Schön       | Svezia         | 57,0     | 97,5     | 61,5     | 104,3    | 201,8  |
| 12      | Bronisław Czech    | Polonia        | 56,0     | 99,1     | 60,0     | 101,6    | 200,7  |
| 13      | Peder Falstad      | Stati Uniti    | 56,0     | 96,1     | 62,5     | 103,4    | 199,5  |
| 14      | Ernesto Zardini    | Italia         | 53,0     | 92,5     | 65,0     | 104,2    | 196,7  |
| 15      | John Steele        | Stati Uniti    | 55,0     | 98,0     | 56,0     | 97,6     | 195,6  |
| 16      | Ingenuino Dallago  | Italia         | 58,5     | 101,4    | 53,0     | 93,5     | 194,9  |
| 17      | Stanisław Marusarz | Polonia        | 55,0     | 95,5     | 53,0     | 97,0     | 192,5  |
| 18      | Fritz Steuri       | Svizzera       | 58,0     | 97,6     | 53,5     | 94,8     | 192,4  |
| 19      | Robert Lymburne    | Canada         | 58,0     | 98,6     | 51,0     | 93,5     | 192,1  |
| 20      | Jacques Landry     | Canada         | 52,5     | 91,7     | 54,0     | 95,1     | 186,8  |
| 21      | Antonín Bartoň     | Cecoslovacchia | 47,0     | 88,0     | 58,0     | 98,1     | 186,1  |
| 22      | Andrzej Marusarz   | Polonia        | 51,5     | 91,3     | 54,0     | 94,6     | 185,9  |
| 23      | František Šimůnek  | Cecoslovacchia | 48,0     | 87,4     | 55,5     | 95,8     | 183,2  |
| 24      | Jan Cífka          | Cecoslovacchia | 47,0     | 84,0     | 51,0     | 88,5     | 172,5  |
| 25      | Harald Paumgarten  | Austria        | 42,5     | 80,7     | 46,5     | 82,7     | 163,4  |
| 26      | Jaroslav Feistauer | Cecoslovacchia | 47,0     | 81,0     | 41,0     | 82,0     | 163,0  |
| 27      | Severino Menardi   | Italia         | 36,5     | 70,2     | 56,5     | 91,4     | 161,6  |
| 28      | Mitsutake Makita   | Giappone       | 59,0     | 97,2     | 59,5     | 37,0     | 134,2  |
| 29      | Arnold Stone       | Canada         | 61,5     | 30,0     | 49,0     | 85,5     | 115,5  |
| 30      | Leslie Gagne       | Canada         | 45,0     | 82,5     | 44,5     | 28,0     | 110,5  |
| 31      | Yoichi Takata      | Giappone       | 37,5     | 74,1     | 57,0     | 17,0     | 91,1   |
| 32      | Katsumi Yamada     | Giappone       | 57,0     | 34,0     | 51,5     | 36,0     | 70,0   |
| 33      | Roy Mikkelsen      | Stati Uniti    | 53,0     | 52,0     | DNS      | DNS      | 52,0   |
| 34      | Harald Bosio       | Austria        | 68,0     | 29,0     | DNS      | DNS      | 29,0   |

## Medagliere
| Posizione | Paese    |   |   |   | Totale |
| --------- | -------- | - | - | - | ------ |
| 1         | Norvegia | 1 | 1 | 1 | 3      |
| Totale    | Totale   | 1 | 1 | 1 | 3      |